# Ceratalictus psoraspis
Ceratalictus psoraspis är en biart som först beskrevs av Joseph Vachal 1911.  Ceratalictus psoraspis ingår i släktet Ceratalictus och familjen vägbin. Inga underarter finns listade i Catalogue of Life.